# Oskar Römer

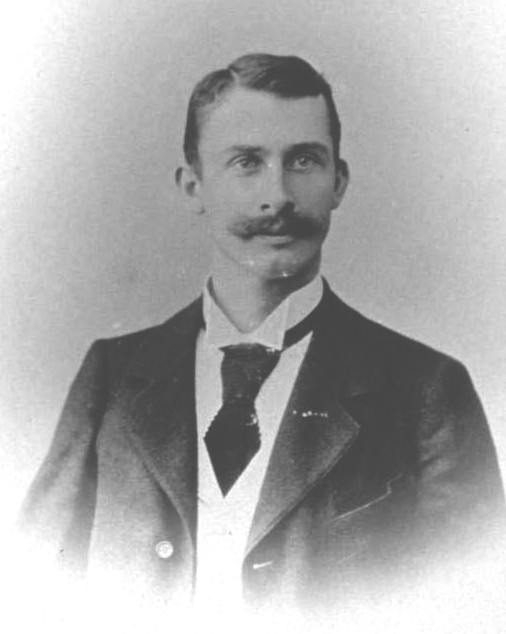
Oskar Römer, 1906

Oskar Römer (* 12. Januar 1866 in Krotoschin; † 6. Januar 1952 in Berchtesgaden) war ein deutscher Zahnmediziner. 

## Leben
Der Sohn eines Wärters studierte ab 1884 an der Friedrich-Wilhelms-Universität zu Berlin  Theologie, Philosophie und Medizin. Er wechselte an die Albert-Ludwigs-Universität Freiburg und wurde dort 1889 zum Dr. med. promoviert. In Freiburg im Breisgau fand er eine Stelle als Assistent am Anatomischen Institut. Später ließ er sich als praktischer Landarzt im Schwarzwald nieder. Nachdem er 1898 weitere Studien zur Zahnheilkunde betrieben hatte, habilitierte er sich 1899 an der Kaiser-Wilhelms-Universität Straßburg für dieses Fach. Im Jahr 1906 wurde der Privatdozent daselbst a.o. Professor.
Römer ging noch im selben Jahr in gleicher Funktion an die Universität Leipzig, war dort Direktor des Zahnärztlichen Instituts und wurde 1920 in Leipzig o. Professor für die Pathologie der Zahnkrankheiten. Er beteiligte sich an organisatorischen Aufgaben der Universität und war 1925/26 Dekan der Medizinischen Fakultät. Für das akademische Jahr 1928/29 wurde er zum Rektor. Ab 1933 war der Zahnhistologe und -pathologe Mitglied der Deutschen Akademie der Naturforscher Leopoldina, war 1920 Ehrendoktor der Zahnheilkunde in Leipzig geworden, seit 1929 war er Mitherausgeber der neuen Fachzeitschrift Paradentium und legte den Gründungsimpuls der heutigen deutschen Gesellschaft für Parodontologie (DGP).
Römer war 1906 durch seinen Schweizer Kollegen Alfred Gysi auf die anthroposophische Lehre Rudolf Steiners aufmerksam gemacht worden. Spätestens seit einem persönlichen Treffen mit Steiner im Jahr 1910 war Römer stark von der Anthroposophie beeinflusst. Zeugnis davon gibt u. a. seine Schrift Über die Zahnkaries mit Beziehung auf die Ergebnisse der Geistesforschung Dr. Rudolf Steiners (1921). 1933 trat er der Einheitsfront der Zahnärzte bei, um sich dem nationalsozialistischen „Führerprinzip“ zu verpflichten, einem fundamentalen Prinzip des Faschismus der Zwischenkriegszeit und seiner Führerparteien. Nachdem er 1934 emeritiert worden war, zog er sich ins Privatleben zurück. Er verstarb im Alter von 86 Jahren in seinem Landhaus in Berchtesgaden als Mann mit internationalem Ruf in der Zahnheilkunde.

## Werke
- Atlas der pathologisch-anatomischen Veränderungen der Zahnpulpa. (5. Bde. 1909)
- Über die Zahnkaries mit Beziehung auf die Ergebnisse der Geistesforschung Dr. Rudolf Steiners. Der kommende Tag A.G. Verlag, Stuttgart, 1921
- Lebenserinnerungen. In: Zahnärztliche Mitteilungen, Jg. 41 (1951), S. 127ff